# Amalietti
Amalietti je priimek v Sloveniji, ki ga je po podatkih Statističnega urada Republike Slovenije na dan 1. januarja 2010 uporabljalo manj kot 5 oseb.  

## Znani nosilci priimka
- Marijan Amalietti (1923—1988), arhitekt, risar, ilustrator, karikaturist, prof. FAGG
- Peter Amalietti (1955—2020), publicist, založnik, jazz-glasbenik ...